# Dendrochilum taeniophyllum
Dendrochilum taeniophyllum är en orkidéart som beskrevs av Johannes Jacobus Smith. Dendrochilum taeniophyllum ingår i släktet Dendrochilum och familjen orkidéer.
Artens utbredningsområde är Sumatera. Inga underarter finns listade i Catalogue of Life.